# Méditerranée (dirigibile)
Il dirigibile LZ 121 Nordstern era un dirigibile di tipo rigido, con struttura in duralluminio, ricoperto in stoffa di cotone impermeabile, costruito in Germania dalla Luftschiffbau Zeppelin di Friedrichshafen nei primi anni venti per scopi civili. L'LZ 121 apparteneva alla classe L 120 progettata dall'ingegnere Ludwig Dürr.
Fu in servizio per l'aviazione civile francese.

## Storia del progetto
Subito dopo la fine della prima guerra mondiale la ditta Luftschiffbau Zeppelin di Friedrichshafen si ritrovò in piena crisi, con gli scali occupati da alcuni dirigibili, commissionati a suo tempo dalla Marina Imperiale, rimasti incompleti. Sotto la guida del nuovo direttore amministrativo, dottor Hugo Eckener, nel 1919 venne iniziata la costruzione di tre nuovi dirigibili, gli LZ 120, LZ 121 e LZ 126 destinati all'impiego presso la compagnia DELAG. Lo LZ 121 volò per la prima volta l'8 giugno 1921, ed entrò in servizio presso la compagnia DELAG con la designazione D II Nordstern (Stella Polare in lingua tedesca). L'aeronave venne destinata ad essere impiegata per il trasporto passeggeri e merci tra Friedrichshafen, sul lago di Costanza, e Stoccolma, in Svezia. In seguito agli accordi di pace con i paesi alleati, il dirigibile LZ 121 venne assegnato alla Francia come parte del risarcimento per i danni di guerra subiti. L'aeronave venne consegnata ai francesi il 13 giugno 1921, e subito trasferita a Saint-Cyr, presso Versailles, dove arrivò alle ore 20:50, dopo un volo di 680 km coperto in 10 ore, effettuato affrontando i venti del nord. Il dirigibile non fu destinato all'uso militare, come l'LZ 114 precedentemente consegnato, ma fu assegnato alla neocostituita Société Anonyme de Navigation Aérienne per essere impiegato per trasportare passeggeri e merci tra la Francia ed i territori coloniali dell'Africa. L'aeronave ricevette la matricola F-ADDM e il nome Méditerranée.

## Tecnica
Si trattava di un dirigibile di tipo rigido, con struttura in duralluminio, ricoperto in stoffa di cotone impermeabile. L'aeronave aveva una lunghezza di 130,8 m, una larghezza di 18,3 m. L'idrogeno era contenuto in dodici celle, che avevano una capienza totale di 22 550 metri cubi, e poteva alzare un carico utile di 10 000 kg.
La propulsione era affidata a quattro motori Maybach Mb IVa a 6 cilindri in linea raffreddati ad acqua, eroganti la potenza di 245 CV ciascuno. Due propulsori erano posizionati in altrettante gondole singole al centro dell'aeronave, mentre i restanti due si trovavano, affiancati, in una gondola posteriore e muovevano la stessa elica.
L'aeronave poteva trasportare in una lunga navicella chiusa e largamente vetrata, un massimo di 30 passeggeri. Essa era divisa in cabine di 2,5x3 m, ognuna delle quali ospitava un massimo di 6 passeggeri seduti in comode poltrone, e dotata di salone bar. Un comodo corridoio consentiva di andare e venire dal salone bar alle cabine passeggeri.

## Impiego operativo
Al suo arrivo a Versailles il Méditerranée venne ricoverato in un hangar militare, e ci si accorse che esso era troppo grande per lui. Il 1º luglio avvenne il primo volo con equipaggio interamente francese, della durata di un'ora. L'aeronave fece registrare un consumo orario di 208 litri di carburante, e ciò dava un'autonomia oraria massima di 15 ore che rendeva di fatto impossibile i collegamenti con le colonie. Un nuovo volo venne effettuato il 7 luglio, ma il giorno 12 l'aeronave rimase danneggiata in seguito ad una collisione contro la parte superiore dell'hangar.
Effettuate le riparazioni ci fu un volo di collaudo verso la fine del mese di agosto, e nel mese di novembre il Méditerranée sorvolò Parigi. Nell'aprile 1922 il dirigibile venne ceduto alla Marine nationale che lo trasferì dapprima sulla base di Rochefort, e successivamente su quella di Cuers-Pierrefeu, vicino a Tolone. Sulla base di Cuers-Pierrefeu l'aeronave effettuò 14 voli, che comprendevano esercitazioni di navigazione aerea, aerocooperazione con le forze navali, e ricognizione marittima. Durante uno dei voli di addestramento la navicella del dirigibile rimase danneggiata per aver toccato troppo duramente la superficie della laguna di Berre, e ciò comportò una riparazione durata due mesi. Il 26 dicembre 1922 il Méditerranée venne messo a terra a causa delle perdite di idrogeno manifestatesi nei suoi serbatoi. Nel corso del 1923 l'aeronave, al pari del Dixmude ebbe sostituiti i vecchi serbatoi di gas con altri nuovi, realizzati appositamente su insistenza del tenente di vascello Jean du Plessis de Grenédan. Dopo la sostituzione dei serbatoi l'aeronave effettuò ulteriori 16 voli, tra cui quello del 25-26 ottobre 1923 quando trasportò da Roma a Parigi il Sottosegretario di stato all'aeronautica Victor André Laurent Eynac. Venne definitivamente radiato in data 25 agosto 1926, e demolito nel settembre dello stesso anno.

## Utilizzatori
Francia
- Aeronavale

### Annotazioni
1. ↑  All'atto dell'armistizio di Compiègne con i paesi alleati gli stabilimenti di Friedrichshafen e Löwenthal impiegavano 13.700 operai, quelli di Staaken 4.700, quelli di Tempelhof 2.000, mentre altri 2.500 lavoravano presso la ditta motoristica Maybach-Motorenbau.
2. ↑  L'equipaggio per il volo di trasferimento era tedesco, e per evitare possibili atti di sabotaggio comprendeva i capitani di vascello francesi Paquignon e Leroy, ed il meccanico, maresciallo capo Maissoneuve.
3. ↑  Il 27 luglio 1922.

### Fonti
1. 1 2 3 4 5 6 7  Brooks 1992, p. 144.
2. ↑  Brooks 1992, p. 109.
3. ↑  Brooks 1992, p. 138.
4. 1 2 3 4 5 6 7 8 9  Le Fana de l'Aviation n.485, avril 2010, p. 30.
5. ↑  Brooks 1992, p. 142.
6. 1 2 3 4 5 6 7 8 9 10 11 12  Le Fana de l'Aviation n.485, avril 2010, p. 31.